# Kateřina Svitková
Kateřina Svitková (* 20. března 1996 Plzeň) je česká fotbalistka, která hraje na pozici záložníka.

## Kariéra

### Klubová kariéra
S fotbalem začínala v mládežnických kategoriích v klubu FC Viktoria Plzeň. Poté přestoupila do SK Slavia Praha. Kde z počátku nastupovala i v juniorském týmu. Se Slavií vyhrála čtyřikrát český titul, dvakrát český pohár a několikrát si zahrála v lize mistrů. V ní v sezóně 2015/16 obsadila dělené první místo v počtu asistencí. V sezóně 2018/19 vstřelila ve čtvrtfinále ligy mistrů proti Bayernu Mnichov vyrovnávací gól na 1:1, který byl UEFOU nominovaný na nejlepší gól sezóny.
 V červenci 2020 přestoupila do londýnského klubu West Ham United FC a stala se první českou profesionální hráčkou v Anglii. V létě 2022 přestoupila do londýnského klubu Chelsea FC. V roce 2024 se vrátila do Slavie na hostování, které se následně změnilo v přestup.

### Reprezentace
V letech 2009–2015 nastupovala v českých mládežnických reprezentacích, ve kterých nastoupila do celkem 34 zápasů, v nichž vstřelila 21 gólů. Od roku 2014 nastupuje také pravidelně za dospělou ženskou reprezentaci. Odehrála v ní 34 utkání, ve kterých dala 17 gólů. V roce 2012 nastoupila také do dvou utkání za českou ženskou futsalovou reprezentaci.

## Ocenění
- Nejlepší střelkyně ligy: 2016/17 – 26 gólů, 2017/18 – 24 gólů, 2019/20 – 23 gólů
- Talent roku 2013
- Fotbalistka roku (Česko): 2015, 2018, 2019, 2020
- Nominace na gól sezóny: 2018/19 UEFA